# Neckera decomposita
Neckera decomposita là một loài rêu trong họ Neckeraceae. Loài này được (Brid.) Müll. Hal. mô tả khoa học đầu tiên năm 1850.